# Метациклін
Метациклін — напівсинтетичний антибіотик з групи тетрациклінів для перорального застосування.

## Фармакологічні властивості
Метациклін — напівсинтетичний антибіотик з групи тетрациклінів широкого спектра дії. По хімічній структурі є похідним окситетрацикліну. Препарат має бактеріостатичну дію, зумовлену порушенням синтезу білка в бактеріальній клітині. До метацикліну чутливі такі збудники: стафілококи, стрептококи, в тому числі пневмококи, шиґели, сальмонелли, Aerobacter, Escherichia coli, Brucella, рикетсії, спірохети, мікоплазми, хламідії, нейсерії, деякі найпростіші. Нечутливими до метацикліну є мікобактерії.

### Фармакодинаміка
Метациклін добре всмоктується з шлунково-кишкового тракту, біодоступність препарату — 60 %. Більша частина препарату зв'язується з білками плазми крові, що забезпечує високі концентрації в тканинах і рідинах організму. У великих концентраціях виявляється в печінці, нирках, плевральній та асцитичній рідині. Препарат проникає через плацентарний бар'єр, виділяється в грудне молоко. Метаболізується метациклін у печінці. Період напіввиведення препарату становить 10-12 годин. Виводиться метациклін з організму нирками, з жовчю і калом.

## Показання до застосування
Метациклін може застосовуватись при інфекційних хворобах, які спричинюють чутливі до препарату збудники: захворювання органів дихання (бронхітів, пневмоній, гнійних плевритів), бруцельозу, туляремії, висипного і поворотного тифів, рикетсіозів, холециститу, інфекцій шкіри і м'яких тканин, остеомієліту, сифілісу, гонореї, сибірки.

## Побічна дія
При застосуванні метацикліну можуть спостерігатися такі побічні ефекти: висипання на шкірі, набряк Квінке, нудота, блювання, кандидоз ротової порожнини, діарея, глосит, стоматит, гастрит, підвищення активності амінотрансфераз і лужної фосфатази в крові, збільшення рівня в крові білірубіну і сечовини, запаморочення, панкреатит, нецукровий діабет, фотодерматоз, зміна кольору зубів. Побічні ефекти при застосуванні метацикліну спостерігаються рідше, чим при застосуванні інших препаратів групи тетрациклінів.

## Протипоказання
Метациклін протипоказаний при підвищеній чутливості до тетрациклінів, при вагітності та годуванні грудьми, дітям до 8 років. З обережністю призначається при захворюваннях нирок і печінки, при лейкопенії.

## Форми випуску
Метациклін випускається в желатинових капсулах по 0,15 і 0,3 г. З 8 травня 2007 року реєстрація препарату в Україні закінчилась.